# 辛善虎
辛 善虎（シン・ソンホ、1948年7月5日 - ）は、朝鮮民主主義人民共和国の外交官、元国連大使。祖国から数々の勲章とメダルを授与されている。

## 経歴
1972年 金日成総合大学卒業。
1972年-1979年 在エジプト大使館にて三等書記官を務める。
1979年-1983年 外務省にて課長（Senior Officer）を務める。
1983年-1986年 在レソト大使館にて参事官を務める。
1986年-1990年 外務省にて室長（Division Chief）を務める。
1990年-1995年 在ジンバブエ大使館にて参事官を務める。
1995年-1999年 外務省にて局次長（Deputy-Director）を務める。
2000年-2003年 国連次席大使を務める。
2003年-2008年 外務省にて事務局長（Director-General）を務める。
2008年 5月7日 最高人民会議常任委員会の決定により国連駐在朝鮮常任代表（国連大使）就任。
2014年2月、国連大使職を慈成男（チャ・ソンナム）に譲り朝鮮に帰国。
（ ）内の英語は国連オフィシャルサイトのプロフィールによる。

## 人物
- 配偶者と2人の子供たちがいる。
- 一握りの先進国がもたらす経済的不均衡は、当の先進国にも損失を与えるであろうと警鐘を鳴らす[2]。
- 全人類が持続可能性のある発展をするには、平等と互恵に根ざした公正な国際経済および通商が不可欠であると主張[3]。
- 2007年来の世界金融危機の回避には、主権の平等と全世界の利益を構築する新秩序が必要と提唱[4]。
- 2008年末から2009年初にかけての、パレスチナとイスラエルのガザ紛争ではパレスチナ側を擁護[5]。
- 2009年4月5日の朝鮮民主主義人民共和国によるミサイル発射実験に関して、報道陣が差し出してきた安保理議長声明案のコピー紙を撥ねつけ、感情を露わにする様子が当時テレビで報道された。6月には核実験に関して、安保理決議（国際連合安全保障理事会決議1874）の案のコピー紙が報道陣から差し出されコピー紙を撥ねつけた[6]。7月、軍事演習に関して記者から向けられたマイクを払い退ける場面も[7]。